# Marina Falcó
Marina Falcó   (Terrassa, 1981) és una política i diplomàtica catalana. És llicenciada en publicitat, màrqueting internacional i relacions públiques per la London Metropolitan University i té un màster en Comunicació Intercultural en l'Empresa a la Universitat de Londres. Ha treballat al Regne Unit, Austràlia, Singapur i en alguns països de l'Amèrica Llatina. Va ser directora general de Relacions Exteriors de la Generalitat de Catalunya durant el mandat del conseller Raül Romeva i Rueda. Va ser destituïda l'abril de 2018 en aplicació de l'article 155 de la Constitució espanyola que va suposar la suspensió de l'autogovern de Catalunya.